# Juan María Bordaberry Arocena
Juan María Bordaberry Arocena (castellà: Juan María Bordaberry)  (Montevideo, 17 de juny de 1928 - Montevideo, 17 de juliol de 2011) va ser un polític uruguaià. President constitucional entre 1972 i 1973, dictador entre 1973 i 1976.
Des de novembre del 2006 fins a la seva mort, va complir presó preventiva després de ser sotmès a procés per diversos delictes d'homicidi sota el seu període de govern dictatorial. Al principi va complir la seva detenció en dependències carceràries uruguaianes, però des de gener del 2007, a causa del seu estat de salut, va romandre sota arrest domiciliari.

## Biografia
Va néixer en una família d'origen colorado i "antibatllista". Educat al col·legi dels Pares Jesuïtes, es transforma en un catòlic integrista i enemic del Concili Vaticà II convocat per Joan XXIII. Dedicat des de jove a les activitats agropecuàries, les seves primeres activitats polítiques les realitza al cor de la Lliga Federal d'Acció Ruralista liderada per Benito Nardone.
Va ser elegit senador del Partit Nacional per l'aliança nacionalista-ruralista que va triomfar en les eleccions de 1958; va ocupar aquest càrrec entre 1963 i 1965. El 1964 va aglutinar als seus seguidors a la Lliga Federal d'Acció Ruralista, integrant-se el 1969 al Partit Colorado. Va ser ministre de ramaderia i agricultura entre 1969 i 1972, durant el govern de Jorge Pacheco Areco
En les eleccions del 28 de novembre de 1971, el sector UCB del Partit Colorado ho va postular a la presidència de la República, en fórmula completada per Jorge Sapelli, per al cas de què la reforma constitucional proposada per l'esmentat grup per habilitar la reelecció del president Jorge Pacheco Areco no obtingués els vots necessaris per a la seva aprovació. Com això va ser el que es va esdevenir, Bordaberry es va convertir en el nou president de l'Uruguai, en un moment d'especial intensitat de les activitats tant de la guerrilla representada per l'MLN (coneguda com a Tupamaros) com dels paramilitars i el terrorisme d'estat i al mig de la crisi econòmica. Va fer front a la situació aliant-se amb els sectors més conservadors militars i civils, que van ocupar els llocs més rellevants de l'Estat. Un cop aniquilada, capturada i torturada la guerrilla "Moviment d'Alliberament Nacional - tupamara", impulsat per les Forces Armades i els sectors civils d'extrema dreta propers al govern, la creixent influència militar va produir un desconeixement de la seva autoritat el febrer de 1973 per part de l'Exèrcit i la Força Aèria, en no acceptar el nomenament com a Ministre de Defensa del general Antonio Francese. Davant de la indiferència ciutadana a la seva convocació de "defensar les institucions" i l'abandonament de la Marina de la seva defensa, va acabar cedint i pactant amb els militars el 13 de febrer en el conegut com "Acord de Boiso Lanza", en el qual, per a alguns va ser un pròleg del canvi institucional que vindria, mentre que per a d'altres va ser de fet un "cop". Bordaberry va presidir el cop d'estat del 27 de juny de 1973.
El seu fill Pedro Bordaberry ha estat Ministre, candidat a Intendent Municipal de Montevideo, i candidat a la presidència de la República l'any 2009.

## Cop d'estat de 1973
Bordaberry va presidir el cop d'estat del 27 de juny de 1973. Va dissoldre el Parlament (el qual va substituir per un Consell d'Estat designat pel poder Executiu), les organitzacions socials, els partits polítics i va suprimir les llibertats civils. Els militars van començar llavors a ocupar càrrecs de responsabilitat en el govern en el que es va denominar el "procés cívic militar".
El 1975, va proposar als militars imposar un nou sistema constitucional d'inspiració feixista i franquista, eliminant definitivament a tots els partits polítics en aquells dies il·legalitzats i suprimint les institucions liberals. El 1976 les Forces Armades el substitueixen pel llavors president del Consell d'Estat, Alberto Demicheli.

## Judicis i detenció
Està investigat per la justícia uruguaiana per crims contra la humanitat ocorreguts en oportunitat del cop d'estat i de la dictadura  subsegüent. És acusat de violar la Constitució i com a autor intel·lectual en segrests i desaparicions d'opositors polítics al règim. El 16 de novembre de 2006, va ser sotmès a un procés per aquests crims, junt amb qui fos el seu canceller Juan Carlos Blanco. El jutge Roberto Timbal li va imputar els assassinats dels legisladors Zelmar Michelini i Héctor Gutiérrez Ruiz ocorreguts el 1976, quan es trobaven refugiats a Buenos Aires, i de dos expresos polítics refugiats a l'Argentina, els exguerrillers tupamaros Rosario Barredo i William Whitelaw Blanco, en el marc del Pla Còndor. Va ser sotmès a presó preventiva.
El 20 de desembre de 2006 la jutgessa Graciela Gatti el va sotmetre a procés també, imposant-li així mateix presó preventiva, com imputat dels assassinats d'Ubagessner Chávez Sosa i de Fernando Miranda (les restes del qual van ser trobades el 2005 a conseqüència de les excavacions en predis militars ordenades pel Poder Executiu en compliment de l'article 4 de la Llei de Caducitat), i de Luis E. González, Juan M. Brieba, Carlos Arévalo, Julio Correa, Otermín Montes de Oca, Horacio Gelós Bonilla, José Arpino Vega i Eduardo Pérez Silveira (detinguts que encara romanen desapareguts, però que la jutgessa va entendre havien de ser considerats morts a efectes d'aquest procés); fets tots ocorreguts sota el seu període de govern dictatorial. La jutgessa Gatti va declarar, emperò, prescrit el delicte "d'atemptat contra la Constitució" que se li atribuïa per haver perpetrat el Cop d'Estat del 27 de juny de 1973.
El 23 de gener de 2007 va ser internat en un hospital de Montevideo, afligit de seriosos problemes pulmonars. Tenint en compte el seu estat de salut, el jutge Pablo Eguren li va atorgar el benefici de la presó domiciliària, pel qual des del 27 de gener va passar a complir la seva detenció al domicili d'un dels seus fills, ubicat a la capital uruguaiana.
L'1 de juny de 2007 un Tribunal d'Apel·lacions va confirmar la iniciació de procés en la seva contra pel cas dels assassinats de Michelini i de Gutiérrez Ruiz. D'altra banda, grups carlins espanyols van demanar el seu alliberament.

## Mort
Va morir el 17 de juliol de 2011, als 83 anys, a la seva residència. Durant els darrers anys va patir de problemes respiratoris i d'altres malalties. Va ser enterrat sense honors de cap d'estat.